# Большой Кут
Большо́й Кут (укр. Великий Кут, крымскотат. Bolşoy Kut, Большой Кут) — исчезнувшее село в Джанкойском районе Республики Крым, располагавшееся на северо-востоке района, недалеко от берега Сиваша, примерно в 2—3 км к западу от современного села Стефановка.

## История
Судя по доступным историческим документам, село было основано в начале XX века, поскольку впервые встречается в «Памятная книжка Таврической губернии на 1914 год», согласно которой на 1914 год в селении действовала земская школа. Также записан в Статистическом справочнике Таврической губернии 1915 года, согласно которому в деревне Большой Кут (3-й участок отрубов на земле Крестьянского поземельного банка) Ак-Шеихской волости Перекопского уезда числилось 23 двора (все дворы с землёй) с русским населением в количестве 219 человек приписных жителей и 13 — «посторонних», из которых 118 мужчин и 124 женщины. Жители владели 514 десятинами удобной земли. В хозяйствах имелось 89 лошадей, 24 коровы и 67 голов мелкого скота.
После установления в Крыму Советской власти, по постановлению Крымревкома от 8 января 1921 года № 206 «Об изменении административных границ» была упразднена волостная система и в составе Джанкойского уезда был создан Джанкойский район. В 1922 году уезды преобразовали в округа. 11 октября 1923 года, согласно постановлению ВЦИК, в административное деление Крымской АССР были внесены изменения, в результате которых округа были ликвидированы, основной административной единицей стал Джанкойский район и село включили в его состав. Согласно Списку населённых пунктов Крымской АССР по Всесоюзной переписи 17 декабря 1926 года, в селе Кут Большой, в составе упразднённого к 1940 году Антониновского сельсовета Джанкойского района числилось 29 дворов, из них 28 крестьянских, население составляло 113 человек, из них 108 русских, 4 украинца, армянин, действовала русская школа. После образования в 1935 году Колайского района (переименованного указом ВС РСФСР № 621/6 от 14 декабря 1944 года в Азовский) село включили в его состав.
В 1944 году, после освобождения Крыма от нацистов, 12 августа 1944 года было принято постановление № ГОКО-6372с «О переселении колхозников в районы Крыма» и в сентябре 1944 года в Азовский район Крыма приехали первые новоселы (162 семьи) из Житомирской области, а в начале 1950-х годов последовала вторая волна переселенцев из различных областей Украины. С 25 июня 1946 года в составе Крымской области РСФСР. 26 апреля 1954 года Крымская область была передана из состава РСФСР в состав УССР.
На 15 июня 1960 года числилось в составе Просторненского сельсовета. В 1962 году, согласно указу Президиума Верховного Совета УССР «Об укрупнении сельских районов Крымской области», от 30 декабря 1962, Азовский район был включён в состав Джанкойского. Ликвидировано к 1968 году (согласно справочнику «Крымская область. Административно-территориальное деление на 1 января 1968 года» — в период с 1954 по 1968 годы как село Просторненского сельсовета).